# دی‌توماسو گورا
دی‌توماسو گورا (De Tomaso Guarà) خودرویی است که در سال‌های ۱۹۹۳ تا ۲۰۰۴تولید شده‌است. 
این خودرو در کلاس خودرو اسپورت قرار گرفته و طراحی آن خودروهای موتور وسط عقب-محور عقب بوده است. سیستم جعبه‌دندهٔ آن ۶ دنده به صورت دستی است.